# 何炯
何 炯（か けい、生没年不詳）は、南朝梁の官僚。字は士光。本貫は廬江郡灊県。

## 経歴
太中大夫の何撙の子として生まれた。15歳のとき、従兄の何胤の学業を受け、1年で五経の章句に通じるようになった。何炯は容貌が白皙で美しく、従兄の何求や何点が衛玠や杜乂の再来と評して讃えていた。何炯は隠棲生活を慕って、出仕を楽しまなかった。従叔父の何昌㝢は「何求・何点はいずれも高踏的な人物だが、おまえはそうなるべきではない。君子は出仕したところに一途につとめるものだ」と説教した。19歳のとき、揚州主簿を初任とした。秀才に挙げられ、王府行参軍・尚書兵部曹郎・尚書庫部曹郎を歴任した。永康県令として出向し、融和的で筋の通った統治で知られた。建康に召還されて、南康王蕭績の下で仁威限内記室をつとめ、治書侍御史に転じた。父の何撙が病にかかると、何炯は衣の帯も解かず、頭も洗わずに看病し、二晩のあいだにすっかり面変わりしてしまった。何撙が死去すると、何炯の号哭する声は絶えなかった。土くれを枕にし、地べたを寝床にして喪に服したため、腰を痛め、足は腫れあがった。医者が猪蹄湯（豚足スープ）を飲むよう勧めたが、何炯は肉味を食することを拒否し、痩せ衰えて死去した。

## 伝記資料
- 『梁書』巻47 列伝第41
- 『南史』巻30 列伝第20